# Matteo Franceschini
Matteo Franceschini est un compositeur italien de musique contemporaine né le 28 octobre 1979 à Trente.

## Biographie
Matteo Franceschini naît le 28 octobre 1979 à Trente dans la région du Trentin-Haut-Adige en Italie dans une famille de musiciens. Son père, Armando Franceschini est compositeur et directeur du Conservatoire de musique (it) F.A. Bonporti de Trente.
Il étudie la clarinette avec Mauro Pedron et la composition musicale avec son père au conservatoire de sa ville natale avant de se former en composition auprès d'Alessandro Solbiati (it) au Conservatoire Giuseppe-Verdi de Milan puis dans la classe d'Azio Corghi à l'Académie nationale Sainte-Cécile de Rome. En 2006 il rejoint l'Institut de recherche et coordination acoustique/musique à Paris où il suit le cursus annuel de composition et d'informatique musicale jusqu'en 2008. Il se perfectionne en composition auprès de Luca Francesconi, Wolfgang Rihm et Pascal Dusapin et en direction d'orchestre avec Sandro Gorli. 
Il est membre depuis 2006 de l'institut Agon, l'un des plus importants centres italiens d'électroacoustique et d'informatique musicale, matières qu'il enseigne de 2012 à 2014 aux Conservatoires (it) de Bari (conservatoire Niccolò Piccinni) et d'Alexandrie (conservatoire Antonio Vivaldi). Il est également invité à présenter ses compositions en France, au Conservatoire de Paris, à l'Ircam, au Festival d'Aix-en-Provence, et en Italie, à l'Université libre des langues et de la communication de Milan, à l'Université de Rome III, aux Conservatoires Sainte-Cécile de Rome et Giuseppe-Verdi de Milan. L'école de musique de la Villa La Torraccia (it) de Fiesole lui dédie un concert dans le cadre de rencontres Musique et Culture. Il est compositeur en résidence à l'Atelier de recherche et de création pour l'art lyrique (ARCAL) en 2008-2009, à l'Orchestre national d'Île-de-France en 2010-2011 et 2011-2012 et à l'Accademia Filarmonica Romana en 2012-2013. En 2016, il présente son expérience et son œuvre lors d'une conférence du cycle Incontri di Analisi e Composizione du Conservatoire de Trente.
Matteo Franceschini est cité dans l'article Opera lirica de l'Encyclopédie Treccani.

## Œuvre
- 2017 : ABCDEFG, performance sur ABCDEFG de Jacopo Mazzonelli pour deux exécutants et électronique live, 6 octobre 2017, Galleria Civica, Trente ; Repris dans The Act of Touch pour le festival Ō Tempo di au Planétarium des Thermes de Dioclétien, direction artistique Cristiano Leone.
- 2017 : Les excentriques, traité physionomique à l'usage des curieux pour six instruments, 30 janvier 2017, amphithéâtre de la Philharmonie, Paris,, solistes de l'Ensemble intercontemporain ;
- 2016 : Alice, opéra tiré de Les Aventures d'Alice au pays des merveilles de Lewis Carroll, livret Édouard Signolet, 28 mai 2016, Philharmonie, Paris, Orchestre national d'Île-de-France, direction Jean Deroyer, mise en scène Édouard Signolet ;
- 2015 : Patoussalafoi, pièce de théâtre musical pour enfants, texte de Philippe Dorin, 20 mai 2015, Opéra-Théâtre, Saint-Étienne ;
- 2015 : Forést, food opera en quatre saisons, un prologue et un épilogue, 16 avril 2015, Teatro Comunale, Bolzano ;
- 2015 : Milo e Maya e il giro del mondo, opéra, livret de Lisa capaccioli, 26 février 2015, Teatro Sociale, Côme ;
- 2014 : Il viaggio di Milo e Maya, théâtre musical pour enfants de 3 à 6 ans tiré de Milo, Maya e il giro del mondo, livret Lisa Capaccioli, 8 décembre 2014, Teatro Sociale, Côme ;
- 2014 : A memoria d'eco, pour grand orchestre, 5 décembre 2014, Orchestre national de Belgique, Bruxelles ;
- 2014 : Ritratto di scena, pour orchestre, 14 novembre 2014, Orchestre Haydn, Bolzano ;
- 2014 : La grammatica del soffio, concerto pour cor de basset version pour soliste et ensemble, 17 septembre 2014, auditorium Rachmaninov du Conservatoire Tchaïkovski, Moscou, Michele Marelli cor de basset, Studio for New Music Ensemble, direction Igor Dronov ;
- 2013 : Voce, (2012-2013) ouverture à l’italienne pour violoncelle et orchestre, 3 février 2013, Salle Pleyel, Xavier Phillips violoncelle, Orchestre national d'Île-de-France, direction Fabien Gabel ;
- 2012 : Middle Eight pour ensemble, 18 octobre 2012, Teatro Verdi, Festival PlayIt! Florence, Ensemble de l'Orchestre de Toscane, direction Marco Angius ;
- 2012 : Ja Sam, sonate pour orchestre et voix blanches (it), 7 mai 2012, Teatro alla Scala, Milan, Orchestre philharmonique de la Scala (it), Chœur de voix blanches de la Scala (it), direction Andrea Battistoni (it) ;
- 2012 : Movimento di quartetto, pour quatuor à cordes, 2 avril 2012, Auditorum Saint-Germain, Paris ;
- 2012 : Étrusque, pour instrument soliste, 25 mars 2012, Festival Archipel, Genève ;
- 2012 : Zazie, pièce de théâtre musical, livret de Michel Beretti d'après Zazie dans le métro de Raymond Queneau, 5 février 2012, Théâtre du Châtelet, Paris ;
- 2011 : La grammatica del soffio, concerto pour cor de basset et orchestre, 8 octobre 2011, Teatro Dal Verme, Festival Milano Musica, Milan ;
- 2011 : Archaeology, pour ensemble, 5 septembre 2011, MITO SettembreMusica, Milan, London Sinfonietta, direction David Atherton ;
- 2011 : Canzom, lied pour soprano et piano sur une mélodie populaire trentine, 19 mai 2011, Florence ;
- 2011 : Ego, triple concerto pour violon, violoncelle et piano, 3 mai 2011, Bolzano, Trio di Parma, Orchestre Haydn de Bolzano et Trente, direction Trisdee na Patalung (en) ;
- 2011 : Les Epoux, pièce de théâtre musical pour enfants à partir de 4 ans, pour une comédienne/chanteuse, clarinette, accordéon et violoncelle, 17 février 2011, Théâtre Jacques Fournier, Dijon ;
- Menu, primo, secondo e silenzio, 23 décembre 2010, Teatro Olimpico, Rome, Orchestre du Conservatoire Santa-Cecilia de Rome, chœurs de l'école populaire de musique du Testaccio, direction Francesco Lanzillotta ;

- 2008 : Set, pour violon, violoncelle et piano, 17 mai 2008, Fondation Spinola Banna pour l'Art, Poirino, Trio di Parma ;
- 2008 : laCuna, pour voix de femme, ensemble vocal, vidéo et électronique, 7 juin 2008, Ircam, festival Agora, Paris, Raphaële Kennedy, les Jeunes solistes, direction Rachid Safir ;
- 2007 : Ardus (Chanto II) (2004-2007), pour grand orchestre, 4 février 2005, Palais des beaux-arts, Bruxelles, Orchestre national de Belgique, direction Mikko Franck ;
- 2007 : Iconae, pour soprano et électronique, 2 octobre 2007, Ircam, Paris concert Cursus, Armelle Orieux soprano ;
- 2007 : Legenda, pour violon et ensemble, 7 octobre 2007, Biennale de Venise, Lorenzo Gorli violon, ensemble Divertimento, direction Sandro Gorli ;
- 2007 : Lotus, pour orchestre, 27 février 2007, Orchestre Haydn, direction Gustav Kuhn ;
- 2007 : Sequel, pour alto et ensemble, 12 mai 2007, Théâtre de la Villa Reale, festival Rondò, Monza, Maria Ronchini alto, ensemble Divertimento, direction Sandro Gorli ;
- 2006 : Eimì, deux mouvements pour soprano, percussions et électronique, 30 juin 2006, festival Pontino, San Felice Circeo, Laura Catrani soprano, Antonio Caggiano percussions ;
- 2006 : Parabola, pour violoncelle solo, 4 décembre 2006, Goethe-Institut, festival Nuova Consonanza (it), Rome, Zeno Gabaglio violoncelle ;
- 2006 : Tue, pour mezzo-soprano et ensemble, 28 juin 2006, abbaye Badia Fiesolana, festival Estate Fiesolana, Fiesole, Licia Sciannimanico mezzosoprano, Ensemble Nuovi Eventi Musicali, direction Mario Ancillotti (it) ;
- 2005 : Einst, pour soprano et piano, 19 avril 2005, Pékin, Linda Campanella soprano, Marinella Tarenghi piano ;
- 2005 : La casa dell'eremità, pour orchestre, Biennale de Venise 2005, La Fenice, Orchestre symphonique national de la RAI, direction Jukka-Pekka Saraste ;
- 2005 : Les combinaisons des miracles, pour cinq voix solos, 11 juin 2005, festival international de musique antique et contemporaine, Manta, DolciAure Consort ;
- 2005 : The greatest hits, pour violoncelle et piano, 2 décembre 2005, Société philharmonique de Trente, Tobia Revolti violoncelle, Roberto Plano piano ;
- 2005 : X, installation interactive pour soprano et violon, 27 octobre 2005, Festival Iannis Xenakis, Triennale de Milan, Silvia Spruzzola soprano, Barbara Pinna violon ;
- 2005 : Di rosso vetro, pour douze instruments, 20 septembre 2005, MITO SettembreMusica, Piccolo Regio Giacomo Puccini, Turin, Ensemble Europeo Antidogma Musica, direction Leonardo Boero ;
- 2004 : Chanto, pour orchestre, 27 mai 2005, Conservatoire Giuseppe-Verdi, Milan, Orchestre philharmonique du conservatoire, direction Gustav Kuhn ;
- 2004 : ¿ Qué mandais hacer de mì ? pour soprano et huit instruments, 12 septembre 2004, MITO SettembreMusica Turin, Linda Campanella soprano, ensemble Europeo Antidogma musica, direction Leonardo Boero ;

Outre les créations supra, Matteo Franceschini reçoit des commandes de la Wigmore Hall de Londres, du Ministère de la Culture (commande d'État), de l'Opéra de Reims, de l’Accademia Filarmonica Romana, de l'Orchestre I Pomeriggi Musicali (it), de la RAI, de l'institut Agon, de l'Atelier de recherche et de création pour l'art lyrique (Arcal). Ses oeuvres sont également dirigées par Pascal Rophé, Arturo Tamayo, Ronald Zollman (en) et données dans le cadre des festivals et des salles Gaveau, de la Società del quartetto di Milano (it), Traiettorie (Fondation Prometeo), Unione Musicale (it) à Turin, Radio France, Archipel à Genève, Nederlandse Muziekdagen (nl) à Utrecht, Zukunftsmusik à Stuttgart, Operadhoy à Madrid, Prague Premieres, Münchner Opernfestspiele (de), Kammermusikfest Lockenhaus (de) et à l'Université Harvard.

## Style
Matteo Franceschini écrit pour l'opéra, pour le théâtre et créée également des bandes-son pour le cinéma et des œuvres multimédia. La théâtralité de son récit musical et l'univers onirique de son œuvre, reflètent ses recherches sur le timbre. Ses compositions sont diffusées par nombre de radios comme France Musique ou la Radio-télévision belge de la Communauté française.

## Récompenses
Animi Conscientia est remarquée lors du 31e Concours international de composition Guido d'Arezzo en 2004. Ardus est primée la même année lors du forum pour jeunes compositeurs Tactus de Bruxelles et créée le 4 février 2005 au Palais des beaux-arts de Bruxelles par l'Orchestre national de Belgique sous la direction de Mikko Franck. L'installation Il suono della guerra dei suoni est récompensée par le premier prix du festival italien des événements et de la communication live Best Event Awards en 2009 pour le meilleur événement public. Milo et Maya around the world remporte en 2014 la première édition du Rolf Liebermann Prize for Opera du Cercle européen de philanthropes pour l'opéra et le ballet, Fedora.  Middle eight obtient en 2012 le prix de la deuxième édition du festival Play it! dans la section musique de chambre décerné par l'Orchestre de Toscane.
Matteo Franceschini est nommé Trentino dell'Anno - Personaggio per il futuro 2009. Il reçoit en 2012 le prix Carloni dans la catégorie jeune compositeur et le titre d'« Italian Affiliated Fellow in Musical Composition » lui est attribué la même année par l'American Academy in Rome.

## Discographie
Son premier enregistrement, Il risultato dei singoli, interprété par l'ensemble milanais Divertimento, est publié par le label Stradivarius (it) en avril 2011,. 

## Publications
Les partitions de Matteo Franceschini sont publiées par l'éditeur milanais Suvini Zerboni - Sugar jusqu'en 2010 et par la Casa Ricordi depuis 2011. 